# بادي اندروز
بادي اندروز (بالإنجليزية: Paddy Andrews)‏ (13 نوفمبر 1913 بجزيرة أيرلندا في جمهورية أيرلندا - 1 يناير 1981 بدبلن في جمهورية أيرلندا) هو لاعب كرة القدم الغالية ولاعب كرة قدم أيرلندي في مركز الدفاع. شارك مع منتخب جمهورية أيرلندا لكرة القدم. أما مع النوادي، فقد لعب مع نادي بوهيميان.

## وصلات خارجية
- بادي اندروز على موقع قاعدة بيانات كرة القدم.إي يو (الإنجليزية)
- بادي اندروز على موقع ناشيونال فوتبول تيمز (الإنجليزية)